# Athrips tsaidamica
Athrips tsaidamica is een vlinder uit de familie van de tastermotten (Gelechiidae). De wetenschappelijke naam van de soort is voor het eerst geldig gepubliceerd in 1982 door Emelyanov & Piskunov.